# Borys Katschura
Borys Wassyljowytsch Katschura (ukrainisch Борис Васильович Качура; geboren am 1. September 1930 in Tultschyn; gestorben am 4. Juli 2007 in Kiew) wurde 1967 zum Vorsitzenden des Stadtrates der Stadt Mariupol gewählt.

## Lebenslauf
Katschura absolvierte 1954 das Charkiwer Polytechnische Institut. 1954–1963 war er in Unternehmen der Oblast Donezk tätig, ab 1957 Mitglied der KPdSU. Ab 1963 war er 2. Sekretär des Parteikomitees der Stadt Schdanow (damaliger Name von Mariupol). Von 1968 bis 1974 war er 1. Sekretär des KPU -Stadtkomitees in Schdanow.
Von 1974 bis 1976 war 2. Sekretär und vom 10. Januar 1976 bis 29. Oktober 1982 Erster Sekretär des KPU-Bezirkskomitees in Donezk. Von 1982 bis 1990 war er Sekretär des Zentralkomitees der KPU und von 1976 bis 1990 Mitglied des Zentralkomitees der KPdSU. Er war auch Abgeordneter des Obersten Sowjets der UdSSR in der 10. und 11. Amtsperiode.

## Auszeichnungen
- Leninorden
- Orden der Oktoberrevolution
- Ehrenzeichen der Sowjetunion